# خلیج کولیما
خلیج کولیما (انگلیسی: Kolyma Gulf) یک خلیج در شمال جمهوری یاقوتستان کشور روسیه است.